# Fêtes et jours fériés en Thaïlande
Pierre Queffelec et A.C. (photogr. Pierre Queffelec), « Le 23 octobre, la Thaïlande rend hommage au roi Chulalongkorn, Rama V », sur lepetitjournal.com, Le petit journal de Bangkok, 21 octobre 2024
Les jours fériés en Thaïlande (fêtes religieuses et civiles) sont réglementés par le gouvernement et la plupart sont observés par les secteurs public et privé. Il y a habituellement seize jours fériés par an, mais un plus grand nombre peut être déclaré par l’État. 
Tous les jours fériés sont appliqués par les organismes gouvernementaux, tandis que la Banque de Thaïlande applique des jours fériés qui diffèrent légèrement de ceux observés par le gouvernement. Les entreprises privées sont tenues par la Loi d'observer au moins 13 jours de congés par an, y compris la Journée nationale du travail (la fête du travail), mais peuvent choisir les autres jours qu'ils souhaitent. Si un jour férié tombe un week-end, une journée suivante qui est normalement travaillée sera fériée en compensation.

## Calendrier

### Janvier
- Marathon de Khon Kaen, province de Khon Kaen : chaque année, plus de 50 000 coureurs participent à ce marathon.

### Fin janvier, début février
- Foire du Wat Phra Tat Phanom, province de Nakhon Phanom : pendant cette semaine consacrée à acquérir des mérites, des milliers de pèlerins font trois fois le tour d'un stupa de 57 mètres contenant, aux dires des dévots, un morceau d'une côte de Bouddha.

### Février

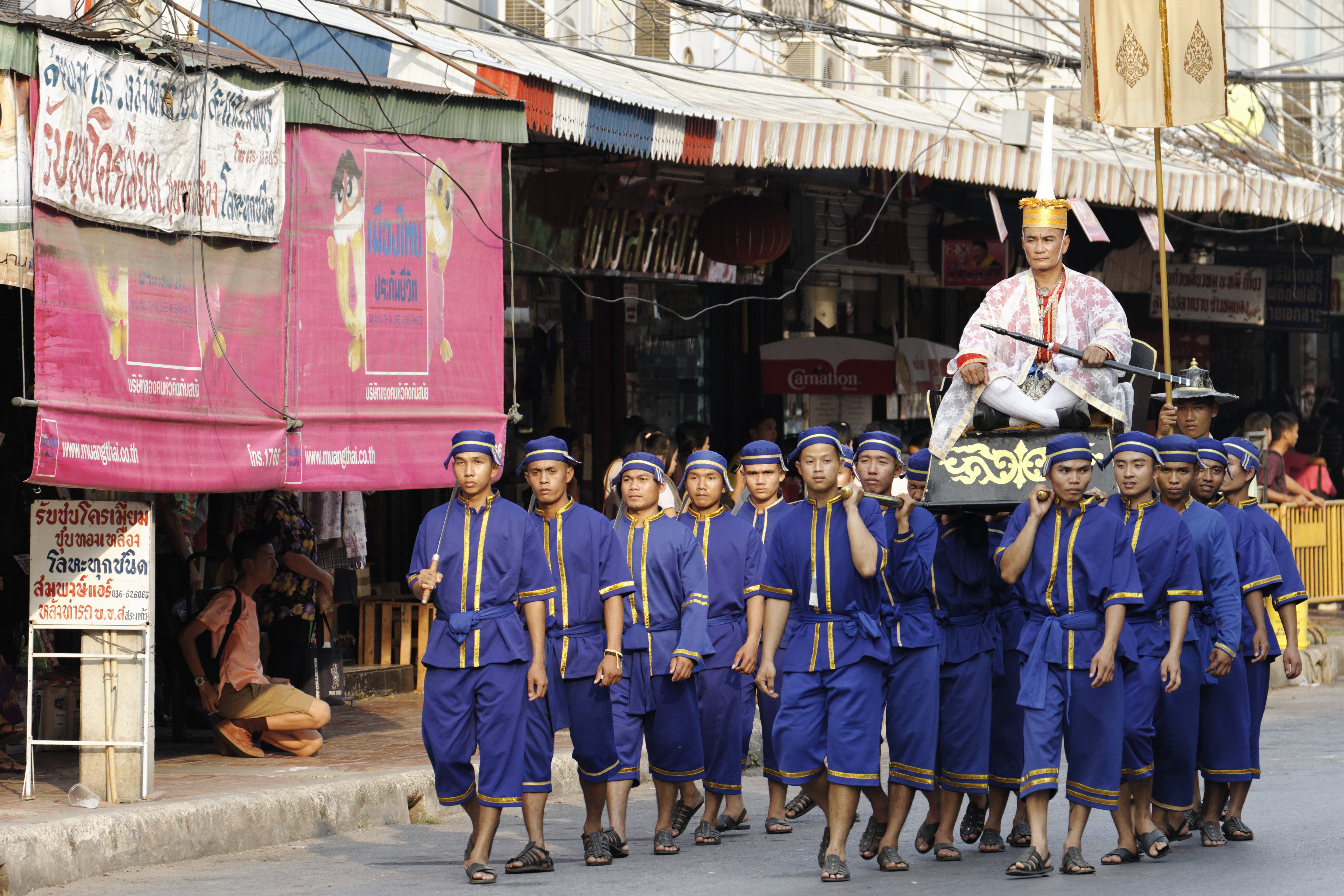
King Narai Fair, la parade à travers les rues de la ville

- King Narai Fair, Lopburi : Cette foire en l'honneur du roi Narai dure une semaine. Elle démarre par une parade à travers  les rues de la ville, en costume traditionnel, rappelant entre autres la visite des ambassadeurs du roi louis XIV, du Japon, de Chine et de Perse au roi Narai et à son premier ministre Constantin Phaulkon. Dans l'enceinte du Phra Narai Ratchaniwet se déroule un foire commerciale et de nombreuses attractions sont proposées à un large public (chant, danses traditionnelles, marionnettes, singes dressés, reconstitutions historiques). Tous les soirs un spectacle son et lumière retrace cet épisode de l'histoire franco-thaïlandaise.

### Mars, avril
- Foire de Thao Suraranee, province de Nakhon Ratchasima : dix jours de défilés célèbrent la mémoire de Thao Suraranee, épouse d'un gouverneur adjoint, qui sous le nom de Madame Mo, rassembla les citoyens contre l'envahisseur laotien, dans les années 1800.

### Avril
- Ascension du  Khao Phanom Rung, province de Buriram : des foules entières viennent ici assister à un phénomène astro-archéologique, quand les rayons du soleil, passant à travers les portes de cet ancien temple khmer, viennent éclairer un linga dans le sanctuaire principal.
- Poï Sang Long, Mae Hong Son : pendant les trois jours qui précèdent Songkran, la petite ville provinciale de Mae Hong Son s'anime pour l'ordination collective de jeunes novices de 7 à 14 ans. Le premier jour, les novices sont rasés et prononcent leurs vœux devant le bonze supérieur du monastère local. Dès qu'ils sont rasés, les novices ne doivent plus toucher le sol et sont donc portés à dos d'homme, parés de costumes très colorés. Le deuxième jour est consacré à une grande parade dans les rues de la ville ainsi qu'à des petites fêtes spontanées à travers toute la ville. Lors du troisième jour, les jeunes novices reçoivent leur première robe de bonze, sont ordonnés de façon formelle et participent à un banquet.
- Songkran, dans toute la Thaïlande : fête du nouvel an bouddhique, propre au Bouddhisme theravāda et basée sur le calendrier lunaire.

### Mai
- La fête du travail, journée internationale le 1er mai, est l'occasion d'importantes manifestations des travailleuses et travailleurs.
- Festival des fusées de Bun Bangfai, province de Yasothon : afin de déclencher les pluies annuelles, les cultivateurs de riz locaux construisent des fusées de leur façon, les amènent jusqu'au lieu de lancement et y mettent le feu; la fête comprend aussi des attractions, des concours de beauté... et donne lieu à une grande consommation d'alcool local!
- Jour du couronnement (thaï : ฉัตรมงคล / la fête Chatmongkon), 5 mai, dans toute la Thaïlande : les cérémonies qui célèbrent l'anniversaire du couronnement de sa Majesté le roi Bhumibol Adulyadej, 9e monarque de la dynastie Chakri ne sont pas accessibles au commun des mortels, mais l'ensemble du pays est décoré, plus particulièrement les abords du Democracy Monument et le quartier de Dusit à Bangkok.

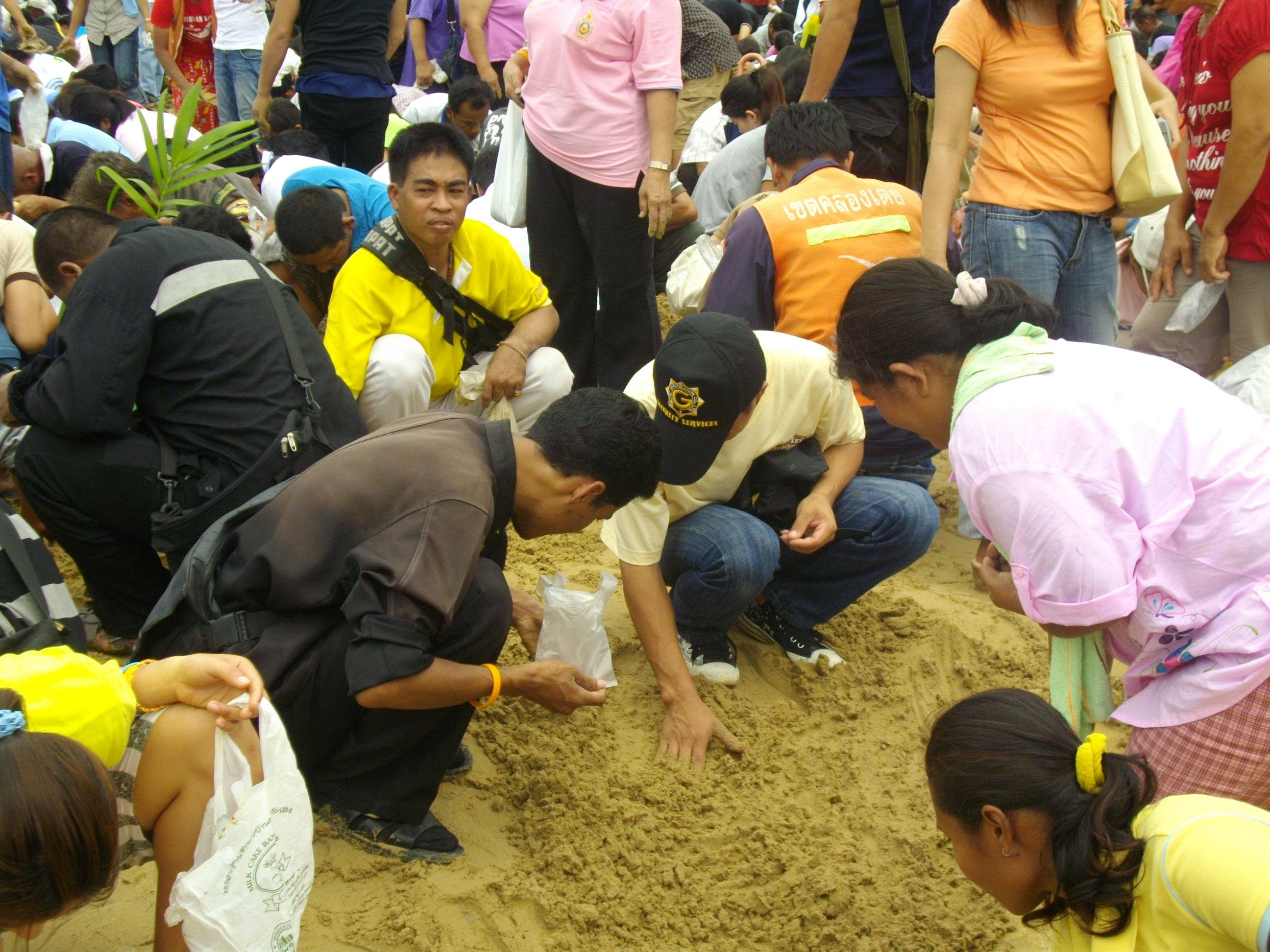
Cérémonie du labour royal, récupération du riz

- Cérémonie royale des labours, 13 mai, Bangkok : Cérémonie du labour royal, récupération du rizcette cérémonie annuelle se déroule chaque année sur la place Sanam Luang, à proximité du Palais royal et a pour but de déterminer si les récoltes seront favorables. Elle remonte à la période du Royaume de Sukhothaï; elle donne une bonne idée du goût du peuple thaï pour les cérémonies hautes en couleur patronnées par la maison royale. La cérémonie se déroule ainsi : les deux bœufs royaux tracent trois sillons de cérémonie dans lesquels sont semées des semences de riz que l'on arrose d'eau sacrée. On offre alors aux bœufs sept écuelles contenant de l'herbe, du riz, du maïs, des haricots, du sésame, de l'alcool de riz et de l'eau. Le choix des bœufs détermine dans quel domaine les récoltes seront abondantes : le riz ou le maïs annoncent l'abondance de céréales et de poisson, les haricots et le sésame pour viande et poisson, l'eau et l'herbe pour la pluie, la nourriture, la viande et les récoltes en général, quant au choix de l'alcool, il est favorable au commerce, les transports et l'économie en général. Dès la fin de la cérémonie, les spectateurs se ruent pour récupérer quelques grains de riz dans les sillons, qu'ils mélangeront à leurs propres semences de riz.

### Juin
• Fête des esprits Phi Ta Khon, province de Loei : cette fête de trois jours a lieu dans la petite ville de Dan Sai; ses habitants invoquent la protection de Phra U-pakut, l'esprit de la rivière Mun. Ils organisent une série de jeux et prennent part à une procession où ils portent des masques faits à partir de la balle de riz, portent des ustensiles pour cuire le riz à la vapeur en guise de chapeaux, et des vêtements de couleurs vives en patchwork,.
• Anniversaire de la Reine Suthida de Thaïlande. Née le 3 juin 1978, Suthida Tidjai est officiellement reconnue comme reine consort de Thaïlande le 1er mai 2019 en épousant le Roi Maha Vajiralongkorn, Rama X.

### Juin-Août
- Fête des tulipes du Siam, province de Chaiyaphum : pendant les mois de mousson, les dok krachio, des fleurs aux couleurs magnifiques, appelées également tulipes du Siam, fleurissent dans les prairies des deux parcs nationaux de la province de Chaiyaphum (Pa Hin Ngam et Sai Thong).

### Juillet
- Festival international de sculpture sur bougie et cire, province d'Ubon Ratchathani : lors de cette fête, les paysans sculptent de grands garudas et autres représentations mythiques, qui sont ensuite présentées pour acquérir des mérites (Tam Boon) lors du carême bouddhique (Khao Phansa)
- Asalha Bucha (en Thai « อาสาฬหบูชา ») à la pleine lune du huitième mois lunaire, est une des plus importantes fêtes du bouddhisme Theravada. Elle célèbre le premier sermon du Bouddha à ses cinq anciens compagnons à la suite de son illumination (bodhi). C'est la Mise en route de la roue de la Loi, la prise de conscience de l’inefficacité des pratiques de mortification et de la nécessité de suivre la Voie du milieu. Gautama expose alors les Quatre nobles vérités.

### Août
- Fête des mères le 12 août[6] c'est un jour fériée où l'on fête l'anniversaire de la Reine Sirikit et en même temps toutes les autres mères. La tradition veut que la matinée soit réservée aux cérémonies officielles et religieuses. Puis dès le début d’après-midi, les fidèles viennent sur la place Royale Sanam Luang.

### Octobre
- Fête de Lai Reua Fai, province de Nakhon Phanom : pendant cette fête, des barges royales descendent le Mékong, crachant des feux d'artifice pour la plus grande joie des foules massées sur les berges. La fête a également des aspects religieux: chaque soir, hommage est rendu au Bouddha.
- Boule de feu des Nâgas, province de Nong Khai : sous la pleine lune, des milliers de spectateurs se massent pour voir des boules de feu sortant des flots du Mékong, montant dans le ciel nocturne avant de disparaître. On dit que c'est-ce le Nâga qui crache ces boules de feu.
- Le jour de Piyamaharaj (thaï : วันปิยมหาราช), jour du "grand roi bien-aimé", pour célébrer la mémoire du roi Chulalongkorn (Rama V), l'un des plus respectés et aimés de la dynastie Chakri.

### Novembre
- Festival de Phimai, province de Nakhon Ratchasima : des courses de bateaux "longue queue" ainsi qu'un spectacle son et lumière sont les pièces maîtresses de cet évènement qui a  lieu près des ruines du Prasat Hin Phimai. Autres attractions: une exposition d'artisanat et un concours de chat siamois.

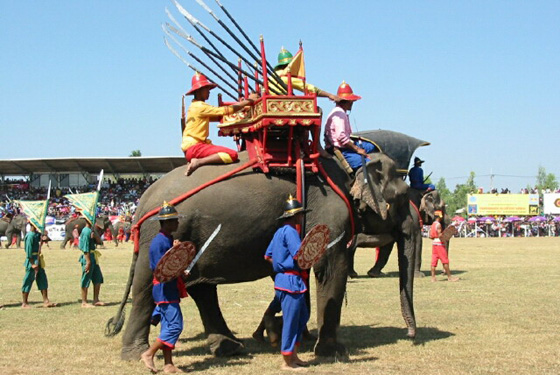
La ronde des éléphants

- Ronde des éléphants de Surin, province de Surin : La ronde des éléphants c'est l'une des fêtes les plus connues de Thaïlande au cours de laquelle les mahouts (cornacs) montrent de quoi leurs éléphants sont capables; plus de 250 éléphants paradent à travers la ville avant de disputer un très attendu match de football et de participer à des reconstitutions de combats.
- Loy Kratong, en novembre généralement, dans toute la Thaïlande

### Décembre
- Fête des pères le 5 décembre ; c'est aussi le jour de la fête nationale en Thaïlande.
- Jour de la démocratie, le 10 décembre, pour célébrer le jour de 1932 où la monarchie absolue a été remplacée par une monarchie constitutionnelle.

## Jours fériés
| Date                                                 | Nom                                             | Nom local | Remarques |
| ---------------------------------------------------- | ----------------------------------------------- | --- | --- |
| 1er janvier                                          | Nouvel An                                       | วันขึ้นปีใหม่ (Wan Khuen Pi Mai) | Célèbre le début du calendrier solaire et grégorien. De 1889 à 1941, c'était le 1er avril. |
| Pleine Lune, 3e mois lunaire thaï (février)          | Makha Bucha,                                    | วันมาฆบูชา (Wan Makha Bucha) | Fête religieuse |
| 6 avril                                              | Le jour des Chakri (Chakri Memorial Day)        | วันจักรี (Wan Chakkri) | Commémore l'établissement de la dynastie Chakkri et la fondation de Bangkok par le roi Phutthayotfa Chulalok en 1782. (วันพระบาทสมเด็จพระพุทธยอดฟ้าจุฬาโลกมหาราชและวันที่ระลึกมหาจักรีบรมราชวงศ์). |
| 13–15 avril                                          | Songkran                                        | วันสงกรานต์ (Wan Songkran) | Nouvel an thaï, et les principaux jours fériés de l'année. Beaucoup de personnes retourne dans leur famille pendant cette période. Le premier jour est nommé วันมหาสงกรานต์ (Wan Maha Songkran), le second วันเนา (Wan Nao), et le troisième วันเถลิงศก (Wan Thaloeng Sok). Suivant les villes, les festivités peuvent commencer avant et continuer après les trois dates officielles. |
| 1 mai                                                | Fête du travail                                 | วันแรงงาน | Importantes manifestations du mouvement ouvrier et de salariés |
| Mai                                                  | Fêtes des fermiers                              | วันพืชมงคล (Wan Phuetcha Mongkhon) | Fêtes des fermiers |
| Pleine lune, 6e mois lunaire (mai)                   | Wesak                                           | วันวิสาขบูชา (Wan Wisakha Bucha) | Fête religieuse |
| 28 juillet                                           | Anniversaire du roi Maha Vajiralongkorn         | วันเฉลิมพระชนมพรรษาสมเด็จพระเจ้าอยู่หัวมหาวชิราลงกรณ บดินทรเทพยวรางกูร (Wan Chaloem Phra Chonmaphansa Somdet Phra Chao Yuhua Maha wachiralongkon Bodindradebayavarangkun)                         | Célèbre la naissance du roi Maha Vajiralongkorn en 1952 |
| Pleine Lune, 8e mois lunaire (juillet)               | Asanha Bucha                                    | วันอาสาฬหบูชา (Wan Asanha Bucha) | Fête religieuse |
| Premier croissant de Lune, 8e mois lunaire (juillet) | Début de vassa                                  | วันเข้าพรรษา (Wan Khao Phansa) | Fête religieuse |
| 12 août                                              | Naissance de la reine Sirikit                   | วันเฉลิมพระชนมพรรษาสมเด็จพระนางเจ้าสิริกิติ์ พระบรมราชินีนาถในรัชกาลที่ ๙ (Wan Chaloem Phra Chonmaphansa Somdet Phra Nang Chao Sirikit Phra Boromma Rachini Nat Nai Rat Chakan Thi Kao)               | Célèbre la naissance de la reine Sirikit en 1932; c'est également la fête des mères (วันแม่แห่งชาติ; Wan Mae Haeng Chat). |
| 13 octobre                                           | Anniversaire du décès du roi Bhumibol Adulyadej | วันคล้ายวันสวรรคตพระบาทสมเด็จพระปรมินทรมหาภูมิพลอดุลยเดช บรมนาถบพิตร (Wan Klai Wan Sawankot Phra Chonmaphansa Phra Bat Somdet Phra Paramintra Maha Bhumibol Adulyadej Borommanat Bophit)         | Commémore la mort du roi Bhumibol Adulyadej en 2016. |
| 23 octobre                                           | King Chulalongkorn Day                          | วันปิยมหาราช (Wan Piya Maharat) | Commémore la mort du roi Chulalongkorn en 1910. |
| 5 décembre                                           | King Bhumibol Adulyadej's Birthday Anniversary  | วันคล้ายวันเฉลิมพระชนมพรรษาพระบาทสมเด็จพระปรมินทรมหาภูมิพลอดุลยเดช บรมนาถบพิตร (Wan Klai Wan Chaloem Phra Chonmaphansa Phra Bat Somdet Phra Paramintra Maha Bhumibol Adulyadej Borommanat Bophit) | Célèbre la naissance du roi Bhumibol Adulyadej en 1927. C'est également le Jour national et la Fête des pères. |
| 10 décembre                                          | Jour de la Constitution                         | วันรัฐธรรมนูญ (Wan Rattha Thammanun) | Célèbre la promulgation de la constitution de 1932 |
| 31 décembre                                          | Réveillon du Nouvel An                          | วันสิ้นปี (Wan Sin Pi) | Dernier jour du calendrier solaire |

## Périodicités diverses

### Fêtes mensuelles
- Full Moon Party

### 12emoisdu calendrier lunaire
- Loy Kratong, en novembre généralement, dans toute la Thaïlande. Voir aussi : Lanterne céleste